# 랜치 드레싱
랜치 드레싱(영어: Ranch dressing)은 샐러드 드레싱의 일종으로 우락유, 소금, 양파, 마요네즈, 잘게 썬 샬롯, 마늘가루, 머스터드 외의 조미료나 향신료로 만든다.
미국에서는 1992년 이후 이탈리안 드레싱을 넘어 가장 판매수가 많은 드레싱이다. 딥으로도 이용된다.

## 역사
1954년에 스티브 헨슨과 가일 헨슨이 캘리포니아주 샌타바버라에 "Hidden Valley Ranch"라는 관광 목장을 열었다. 거기서 두 사람은 스티브가 발안한 드레싱을 방문객에게 제공했다. 이것이 인기를 얻었기 때문에 포장판매용의 병조림을 판매하기 시작하는 것과 동시에, 공장을 만들어 마요네즈와 버터 밀크에 혼합하기 위한 랜치 시즈닝의 팩포장을 팔기 시작했다 (이 팩포장은 현재도 팔리고 있다). 그리고 1972년에 클로록스가 이 브랜드를 800만 달러에 매수했다.
클로록스는 편리성을 위해서 몇 번이나 드레싱의 개량을 실시하고 있다. 최초의 개량으로는 가정에서 버터 밀크 대신에 밀크를 혼합하면 끝나도록 버터 밀크 향료를 배합했다. 또 1983년에는 상온 보존 가능한 병조림의 제품을 개발했다. 현재는 클로록스의 자회사 "Hidden Valley Ranch Manufacturing LLC"는 네바다주의 리노와 일리노이주의 휠링에 있는 두 개의 목수장에서 랜치 드레싱의 팩포장과 병조림을 생산하고 있다.
게다가 1980년대에는 1987년의 Cool Ranch Doritos를 시작으로 인기가 있는 스낵 푸드의 맛내기로서 랜치가 이용되어 1994년의 Hidden Valley Ranch Wavy Lay's에 채용된.

## 보급
랜치 드레싱은 일반적인 딥용 소스이며, 브로콜리나 당근 등의 온야채나, 팁스, 프렌치 프라이, 치킨 플라이 등의 튀김용, 그 외의 요리용 소스에도 이용된다. 랜치 드레싱은 Hidden Valley Ranch 이외에도, Ken's, Kraft, Marie's, 뉴만즈 오운, Wish-Bone 등, 많은 식품메이커에서 판다.

## 성분
랜치 드레싱은 지방성분이 높은 것으로 알려진다. 큰 스푼 2배분에 145kcal (608kJ), 15 g의 지방을 포함한다. 칼로리의 94%가 지방에 유래한다.